# Gérard Quintyn
Gérard Quintyn (Choisy-le-Roi, 2 de enero de 1947) es un deportista francés que compitió en ciclismo en la modalidad de pista. Ganó dos medallas de bronce en el Campeonato Mundial de Ciclismo en Pista de 1970, en las pruebas de velocidad individual y tándem.

## Medallero internacional
| Campeonato Mundial | Campeonato Mundial      | Campeonato Mundial | Campeonato Mundial       |
| Año                | Lugar                   | Medalla            | Competición              |
| ------------------ | ----------------------- | ------------------ | ------------------------ |
| 1970               | Leicester (Reino Unido) | Medalla de bronce  | Velocidad individual (A) |
| 1970               | Leicester (Reino Unido) | Medalla de bronce  | Tándem (A)               |